# Aschheim
Aschheim ist eine Gemeinde im oberbayerischen Landkreis München. Sie liegt nordöstlich von München direkt am Autobahnring A 99. Im Dialekt wird Aschheim als Oschham [ˈoːʃhaːm] ausgesprochen.

## Geographie

### Nachbargemeinden
|              | Ismaning                                    | Finsing (Landkreis Erding) |
| Unterföhring | Kompassrose, die auf Nachbargemeinden zeigt | Kirchheim bei München      |
| München      |                                             | Feldkirchen                |

### Gemeindegliederung
Die Gemeinde hat zwei Gemeindeteile (in Klammern ist der Siedlungstyp angegeben):
- Aschheim (Pfarrdorf)
- Dornach (Kirchdorf)

### Natur
Folgende Schutzgebiete berühren das Gemeindegebiet:
- Naturschutzgebiet Vogelfreistätte südlich der Fischteiche der Mittleren Isar (NSG-00007.01)
- Landschaftsschutzgebiet LSG Grünzug nördlich Aschheim im Gebiet der Gemeinden Aschheim und Kirchheim bei München (LSG-00343.01)
- Fauna-Flora-Habitat-Gebiet NSG südlich der Ismaninger Fischteiche (7736-372)
- Vogelschutzgebiet (Vogelschutzrichtlinie der EU) Ismaninger Speichersee und Fischteiche (7736-471)

## Geschichte
Der Name „Aschheim“ wurde erstmals 756/757 als „ascheim“ erwähnt. Der althochdeutsche Name setzt sich zusammen aus „asc-“ (= Esche) und „-heim“ (= Wohnort) und bedeutet daher „Heim bei den Eschen“.

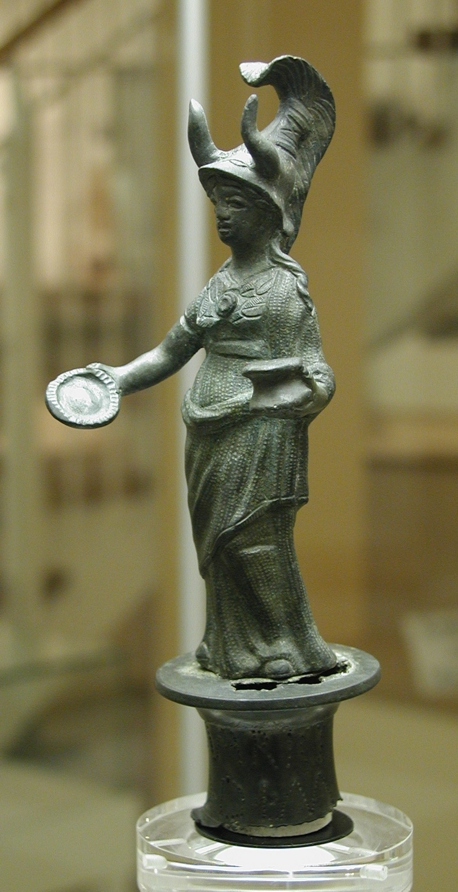
Statuette der Göttin Athene/Minerva aus keltischem Fundzusammenhang

Doch die Besiedelung im Bereich der heutigen Ortsflur reicht weit länger zurück als diese erste Nennung. Die ältesten Spuren von Menschen, die sich hier niedergelassen hatten, bezeugen Grabfunde der Schnurkeramischen- (2800–2300 v. Chr.) und der Glockenbecherkultur (2600–2300 v. Chr.), die beim Bau der Umgehungsstraße im Jahr 2008 zu Tage kamen. Hausbefunde, Gruben und Brunnen aus der Bronzezeit (2300–1200 v. Chr.) fanden sich vor allem im südöstlichen Gemeindegebiet. Hervorzuheben ist dabei ein 7,5 m tiefer Brunnen aus der frühen Bronzezeit (etwa um 2000 v. Chr.), in dessen unterem Meter sich die mehrphasige Holzkonstruktion des Brunnenkastens sehr gut erhalten hatte (heute ausgestellt im AschheiMuseum). Im Süden der Ortsflur, wo heute ein Gewerbegebiet wächst, befand sich in der späten Bronzezeit (ca. 1200–800 v. Chr.) ein großflächiges Hügelgräberfeld, dessen letzte Zeugnisse die kreisförmigen oder ovalen Einfassungsgräben sind, die von den Archäologen vorgefunden werden.
In der älteren Phase der Eisenzeit, der so genannten Hallstattzeit, sind vor allem im östlichen Gemeindegebiet von Aschheim Siedlungszeugnisse nachgewiesen. Ausgedehnte ländliche Siedlungen und Gehöftgruppen mit Gräbern der jüngeren Phase – der so genannten La-Tène-Zeit – sind an unterschiedlichen Stellen im gesamten südlichen Ortsgebiet aufgedeckt worden und vor allem auch in Dornach zu finden. Im Bereich des Dornacher Einsteinringes sowie westlich von Aschheim bezeugen Hausgrundrisse, Brunnen und Gruben mit entsprechendem Fundmaterial eine Nutzung bis in die Endlatènezeit und damit fast bis in die Zeit der römischen Erschließung der Münchner Schotterebene. Aus dieser Spätphase der keltischen Besiedlung stammt unter anderem eine bronzene Statuette der Göttin Athene/Minerva (ca. 100/50 v. Chr.), ein Importstück aus dem Mittelmeerraum.
Die verkehrsgünstige Lage an der nördlichen Trasse der römischen Verbindungsstraße von Augsburg nach Wels/Oberösterreich führte bereits im frühen 1. Jh. n. Chr. zur Gründung von mindestens drei römischen Landgütern – so genannter villae rusticae – in Aschheim. Südlich des Ortes, nahe der heutigen Straße nach Feldkirchen, konnten in den Jahren 2000 und 2005 ein Haupthaus eines solchen Landgutes freigelegt werden, das in kombinierter Stein- und Holzbauweise gebaut war. Zu dessen Wohnkomfort zählte auch ein kleines Badezimmer mit Fußbodenheizung, steinernen Badewannen und Glasfenstern. Dieser Komplex liegt heute wieder geschützt unter der Erde, kann aber mithilfe eines Durchblickpanoramas in seiner rekonstruierten Form in der Landschaft nachvollzogen werden.

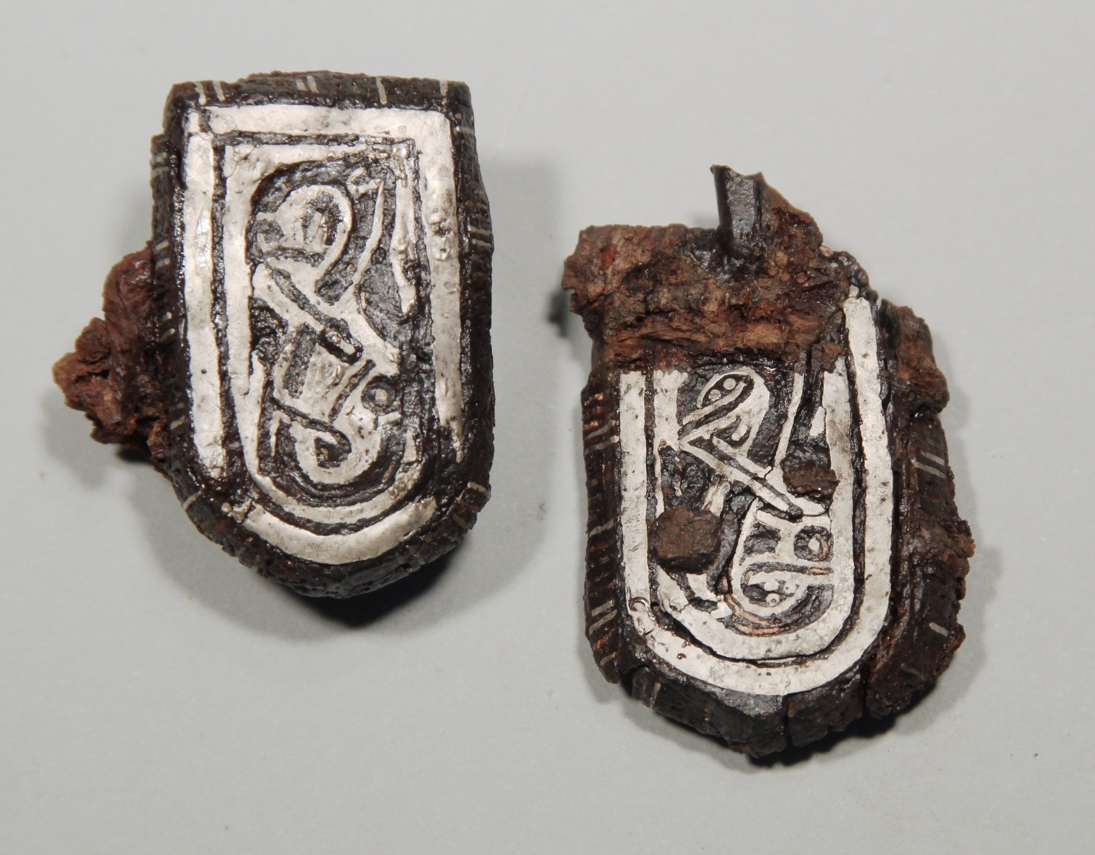
Mit zeitypischem Tierstil verzierte Riemenzungen einer vielteiligen Gürtelgarnitur des 7. Jahrhunderts aus Aschheim

Seit dem frühen Mittelalter reißt die Besiedelung des Ortes nicht mehr ab. Für die Zeit zwischen 480/90 bis an das Ende des 7. Jahrhunderts fand sich im heutigen Ortsbereich ein großes Gräberfeld, das in den Jahren 1997/98 ausgegraben wurde. Zahlreiche Fundstücke geben Auskunft über Grab- und Beigabensitten, die Kleidung der Menschen, die Sozialhierarchie der Gesellschaft und ihrer Kontakte in die nähere Umgebung sowie in fernere Gegenden wie Skandinavien oder Byzanz. Gegen Ende des 6. Jahrhunderts scheint sich eine Familie von den übrigen zu separieren und an einem anderen Ort zu bestatten, auf dem sie um 600 eine sehr frühe Holzkirche errichten lässt. Diese Kirche diente der historischen Überlieferung folgend um 680/90 als vorläufiger Begräbnisort des Heiligen Emmeram, bevor dieser nach Regensburg überführt wurde. Die Holzkirche mit dem Patrozinium des heiligen Peter steht am Anfang von insgesamt sieben Kirchenbauphasen. Seit dem 16. Jahrhundert ist neben dem Heiligen Peter auch Paulus als Patron nachgewiesen.
Die frühmittelalterliche Bedeutung des Ortes kam schließlich auch der modernen medizinischen Forschung zugute: Anfang 2013 zeigte eine an verschiedenen Laboratorien parallel durchgeführte internationale Studie unter der Leitung von Michaela Harbeck und Holger C. Scholz anhand von DNA-Material aus Gräbern aus Aschheim, die eindeutig in das spätere 6. Jahrhundert datiert werden können, dass es sich bei dieser ersten belegbaren Pest im engeren Sinne tatsächlich um den Erreger Yersinia pestis gehandelt hat.
Im Jahr 756/57 fand in Aschheim die erste bayerische Landessynode statt, bei der 15 Beschlüsse über geistige und weltliche Belange getroffen wurden, die in Form eines Protokolls in der Bibliothek des Domstiftes Freising überliefert wurden. Dieses Protokoll enthält gleichzeitig die erste schriftliche Überlieferung des Ortsnamens (siehe oben). Kurz darauf findet Aschheim in der Vita des heiligen Emmeram Erwähnung, die um 770 vom Freisinger Bischof Arbeo verfasst wurde und sich auf Ereignisse am Ende des 7. Jh. bezieht. Diese beiden prominent auftretenden Nennungen in kurzem zeitlichen Abstand zueinander belegen ebenso wie einige Auffälligkeiten im archäologisch festgestellten Siedlungsbild eine besondere Stellung des Ortes „Ascheim“ im späten 7. und 8. Jahrhundert. Nach der direkten Unterstellung Bayerns unter dem Frankenkönig Karl dem Großen im Jahr 788 verlor Aschheim offensichtlich diese Sonderstellung und wurde als Lehen vergeben.
Im 12. Jahrhundert erscheinen die Edlen von Aschheim oftmals als Zeugen in Urkunden, ehe der Besitz zersplitterte und in erster Linie an Münchener Patrizier ging. Es handelte sich hierbei u. a. um die Familien Schrenk, Rosenbusch, Donnersberg, Ruepp oder Lerchenfeld. Diese aus der Münchner Stadtgeschichte bekannten Familien stehen seit 1500 eng mit der Aschheimer Geschichte in Verbindung.

### Jüngere Entwicklung des Ortes
Im Zuge der Verwaltungsreformen in Bayern 1818 wurden Aschheim und Dornach selbstständige politische Gemeinden.
Im Zusammenhang mit dem Mittleren-Isar-Kanal von 1920 bis 1929 wurden nördlich von Aschheim der Ismaninger Speichersee sowie der in ihn entwässernde Abfanggraben gebaut. Dies bedeutete massive Eingriffe in die Grundwasserverhältnisse, führte zum Versiegen des Aschheimer Bachs und machte die Errichtung eines Wasserturms für die Versorgung mit Trink- und Brauchwasser 1923 notwendig.
Im Jahr 1973 gab die Autobahndirektion Südbayern den Neubauabschnitt der Autobahn 99 zwischen den Anschlussstellen Haar und Aschheim/Ismaning frei, zwei Jahre später konnte die Anschlussstelle Aschheim/Ismaning und das Autobahnkreuz München-Nord eröffnet werden. Aufgrund des zunehmenden Verkehrs durch die Ortsmitte errichtete die Gemeinde östlich des Ortes, entlang der Autobahn 99 eine Umgehungsstraße, die im Sommer 2010 eingeweiht wurde.
Am 1. Mai 1978 wurden Aschheim und Dornach im Zuge der Gemeindegebietsreform zur Gemeinde Aschheim vereinigt.
Im Jahr 1987 eröffnete das offene Jugendhaus im Bodermo-Haus an der Sonnenstraße in Aschheim. Bis heute befindet sich hier der vom Kreisjugendring geführte Jugendtreff.
1992 wurde das Kulturelle Gebäude („Kulti“) als Kultur-, Bildungs- und Geschichtszentrum der Gemeinde Aschheim an der Münchner Str. 8 errichtet. Unter dessen Dach befinden sich die Verwaltung der Volkshochschule, ein Theater- und Konzertsaal, die Gemeindebücherei und das AschheiMuseum.
In den Jahren 1999 bis 2001 sowie 2014 wurde das Feuerwehrhaus in Aschheim erweitert. Durch die Betreuung eines Abschnitts des vielbefahrenen Autobahnrings A99 obliegt der Freiwilligen Feuerwehr Aschheim besondere Verantwortung. Die Feuerwehr wurde 1874 gegründet und gehört zu den ältesten Vereinigungen der Gemeinde. Seit 1972 ist sie verantwortlich für den Aschheimer Maibaum.
Die ehemalige Aschheimer Grundschule an der Ismaninger Straße wurde 1974 zum neuen Standort des Rathauses. Mehrere Um- und Anbauten prägten das Gebäude. Die größte Veränderung erfolgte durch die Aufstockung und den Anbau im Jahr 2000. Im Rahmen der Planung zum barrierefreien Ausbau im Jahr 2018 stellten Fachplaner statische Probleme an dem um 1900 errichteten Altbau des Rathauses fest. Dies führte zu einer Diskussion um Sanierung oder Neubau dieses Gebäudebereichs, die im Januar 2019 noch nicht entschieden war.
Bereits 1956 hatte man in Aschheim die erste urkundliche Erwähnung des Ortes im Jahr 756 mit einem großen Ortsfest gefeiert. Dieses Fest empfanden die Aschheimer nach den Jahren des Krieges und der folgenden Wohnungsnot als besonderes Fest und Großereignis. Im Jahr 2006 nahm man diesen Gedanken wieder auf und feierte, diesmal gemeinsam mit Dornach die beiden Ortsjubiläen: Aschheim zelebrierte seine 1250-Jahr-Feier und Dornach seine 1150-Jahr-Feier.
Das erste interkommunale Geothermieprojekt wurde im Jahr 2006 in Folge von erfolgreichen Bohrungen nach heißem und förderbarem Untergrundwasser möglich. Durch den Zusammenschluss der Gemeinden Aschheim, Feldkirchen und Kirchheim zur AFK-Geothermie gelang die Nutzung lokaler Ressourcen zur umweltfreundlichen und nachhaltigen Energieversorgung.
Nördlich des Abfanggrabens und westlich der A 99 wurde am 9. September 2011 ein Bürgersolarpark (Photovoltaik) eingeweiht.

### Schulgeschichte
Den ersten Unterricht bekamen Schüler aus Aschheim und umliegenden Gemeinden seit dem 18. Jahrhundert von einem Eremitenmönch an der St-Emmeramsklause, die sich südlich des heutigen Heimstettner Sees findet. Nach der Säkularisation und der Einführung der allgemeinen Schulpflicht zu Beginn des 19. Jahrhunderts wurde in Aschheim eine Zentralschule errichtet. Die Fertigstellung erfolgte zwar bereits im Jahr 1813, doch erst 1815 konnte ein Lehrer gefunden werden, der den regelmäßigen Unterricht garantierte. Im Jahr 1905 erfolgte der Bezug eines größeren Schulgebäudes, das direkt neben dem alten Bau errichtet worden war. Als im Jahr 1974 die heutige Kelten-Grundschule fertiggestellt war und die Schule in den Neubau umzog, wurde das vorherige Schulgebäude an der Ismaninger Straße zum Rathaus umgenutzt.
Im Jahr 2002 lagerte die Johann-Andreas-Schmeller-Realschule Ismaning eine Filiale nach Aschheim aus. Die Realschulfiliale wurde im Jahr 2004 unter dem Namen St.-Emmeram-Realschule selbstständig und bezog im Jahr 2006 einen Schulneubau an der heutigen Eichendorffstraße.
Die Ansiedlung eines humanistisch ausgerichteten Gymnasiums wurde im Jahr 2018 vom Bayerischen Kultusministerium genehmigt.

### Einwohnerentwicklung
Zwischen 1988 und 2018 wuchs die Gemeinde von 4332 auf 9198 um 4866 Einwohner bzw. um 112,3 %.

## Politik

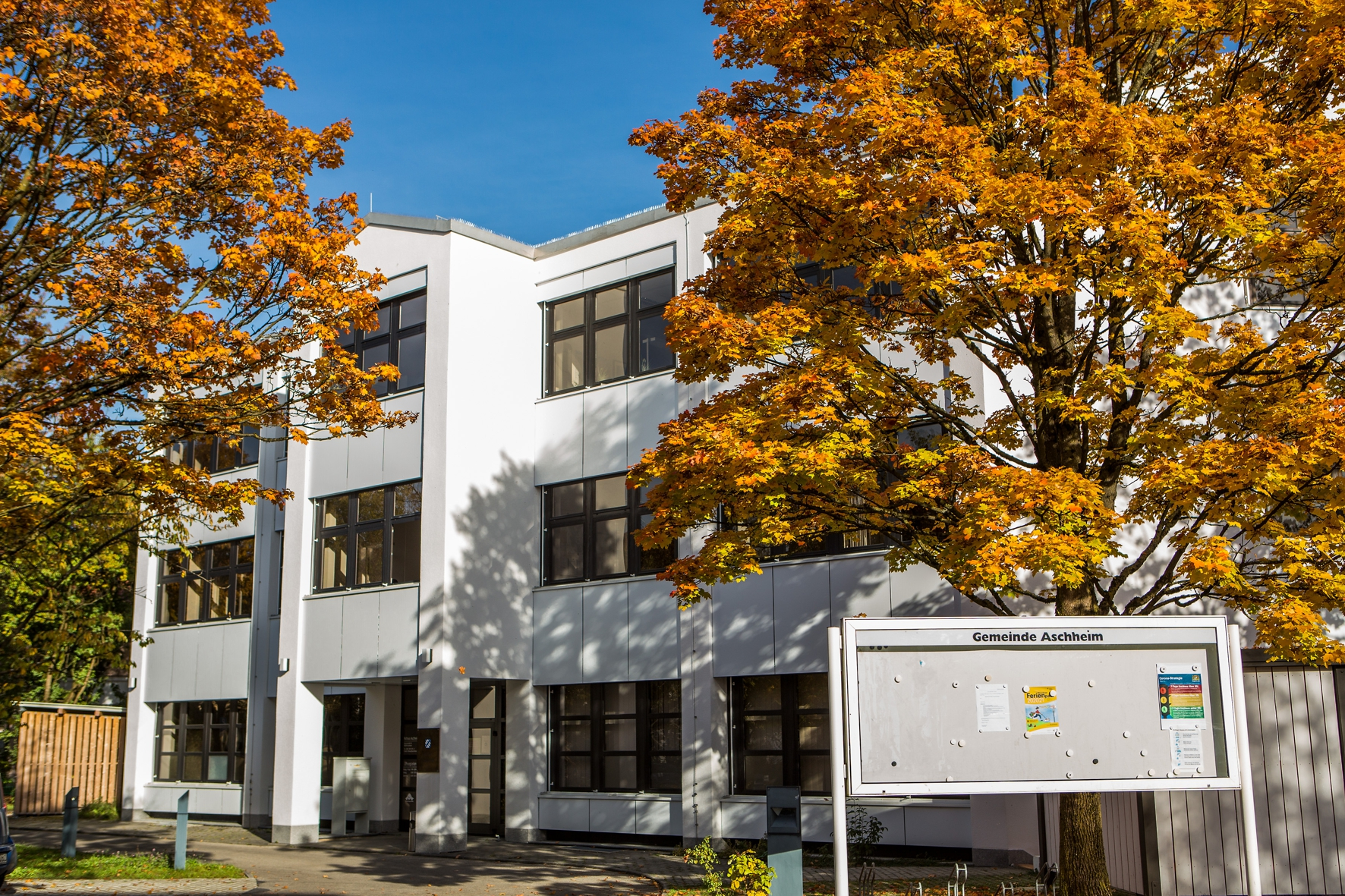
Aktuelles Rathaus der Gemeinde Aschheim

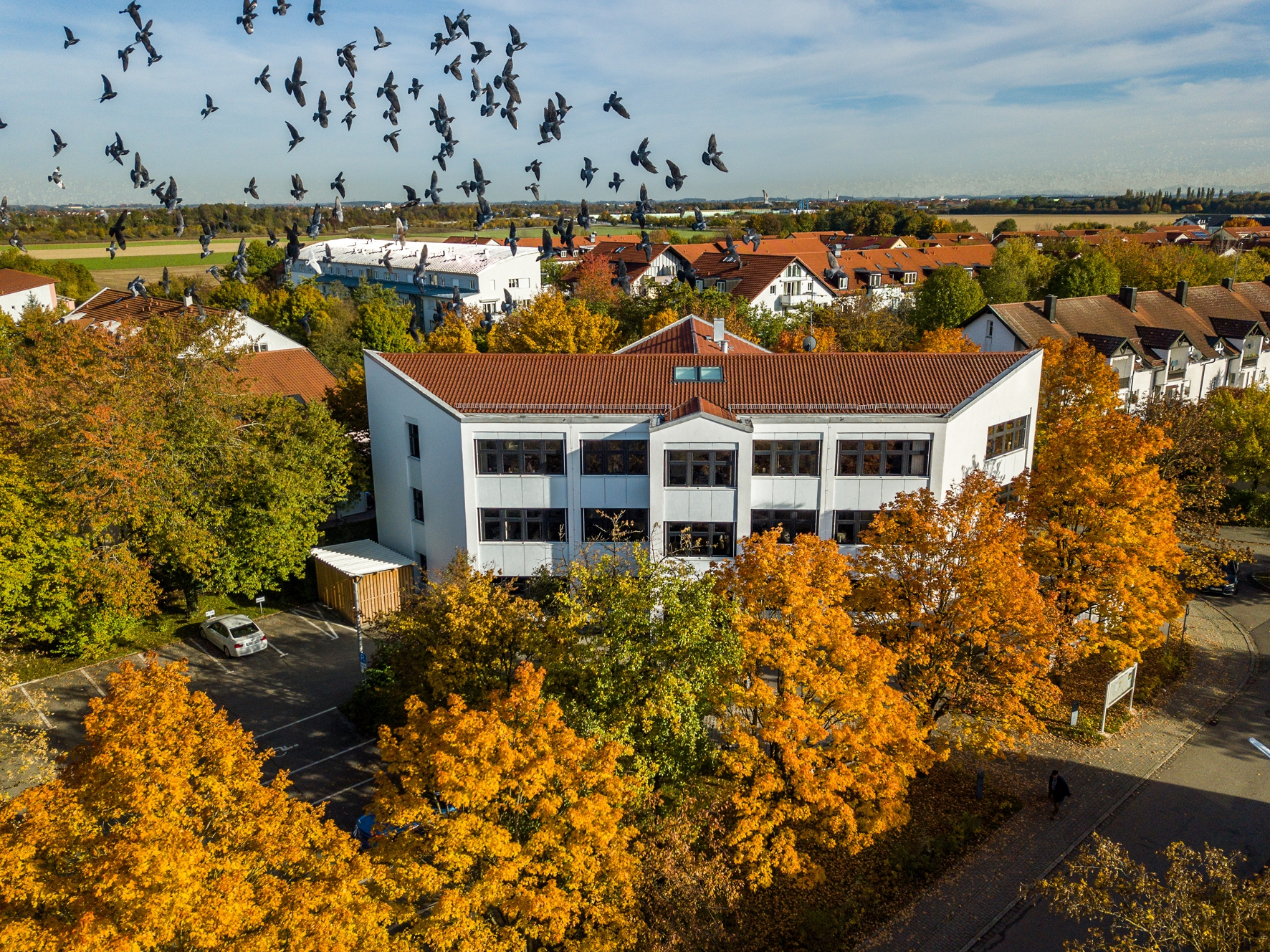
Aktuelles Rathaus der Gemeinde Aschheim, von Norden gesehen.

### Gemeinderat
| Jahr | CSU | Grüne | SPD | FW | Gesamt | Wahlbeteiligung |
| ---- | --- | ----- | --- | -- | ------ | --------------- |
| 2020 | 7   | 4     | 2   | 7  | 20     | 60,3 %          |
| 2014 | 10  | 0     | 5   | 5  | 20     | 57,2 %          |
| 2008 | 12  | 0     | 6   | 2  | 20     | 61,1 %          |

FW: Der Verein „Freie Wähler Aschheim/Dornach“ benannte sich im Frühjahr 2025 um in „Unabhängige Bürger Aschheim/Dornach“, um sich von der Partei Freie Wähler abzugrenzen.

### Bürgermeister
Erster Bürgermeister ist seit 2024 Florian Meier (CSU).
| Amtszeit  | Name                     |
| --------- | ------------------------ |
| 1948–1984 | Franz Ruthus (CSU)       |
| 1984–2014 | Helmut J. Englmann (CSU) |
| 2014–2024 | Thomas Glashauser (CSU)  |
| seit 2024 | Florian Meier (CSU)      |

### Wappen
| | Blasonierung: „In Silber ein bewurzelter schwarzer Baum, dessen Stamm oben ein blau beblätterter schräger Eschenzweig aufgelegt, unten ein gleicher Zweig unterlegt ist.“ |
| Wappenbegründung: Das Wappen der Gemeinde Aschheim stammt aus dem Jahre 1956 und wurde anlässlich der 1200-Jahr-Feier der ersten Landessynode und des bayerischen Landtags in Aschheim dem Bürgermeister Franz Ruthus überreicht. Das Wappen enthält einen stilisierten Baum mit zwei Eschenzweigen, die eine Versinnbildlichung des Ortsnamens darstellen, der von „Esche“ abgeleitet ist. Der silberne Hintergrund und die blauen Blätter weisen auf die enge und seit frühester Zeit bestehende Verbindung der Siedlung mit dem bayerischen Herzogtum hin. | |

### Hymne
Unter Bürgermeister Helmut J. Englmann gab sich der Ort eine eigene Hymne. Bereits in den 1960er Jahren entstand das ältere Aschheimer Lied, erhalten in einer Tonaufnahme von 1973.

### Gemeindepartnerschaften
- Mougins in Frankreich
- Leros in Griechenland
- Jedovnice in Tschechien
- Kotvrdovice in Tschechien

Eine kommunale Freundschaft gibt es mit dem Gemeindeteil Liegau-Augustusbad der Stadt Radeberg in Sachsen.

## Kultur und Sehenswürdigkeiten
In Aschheim befindet sich das DriveIn Autokino München-Aschheim.

### Kirchen und Kapellen

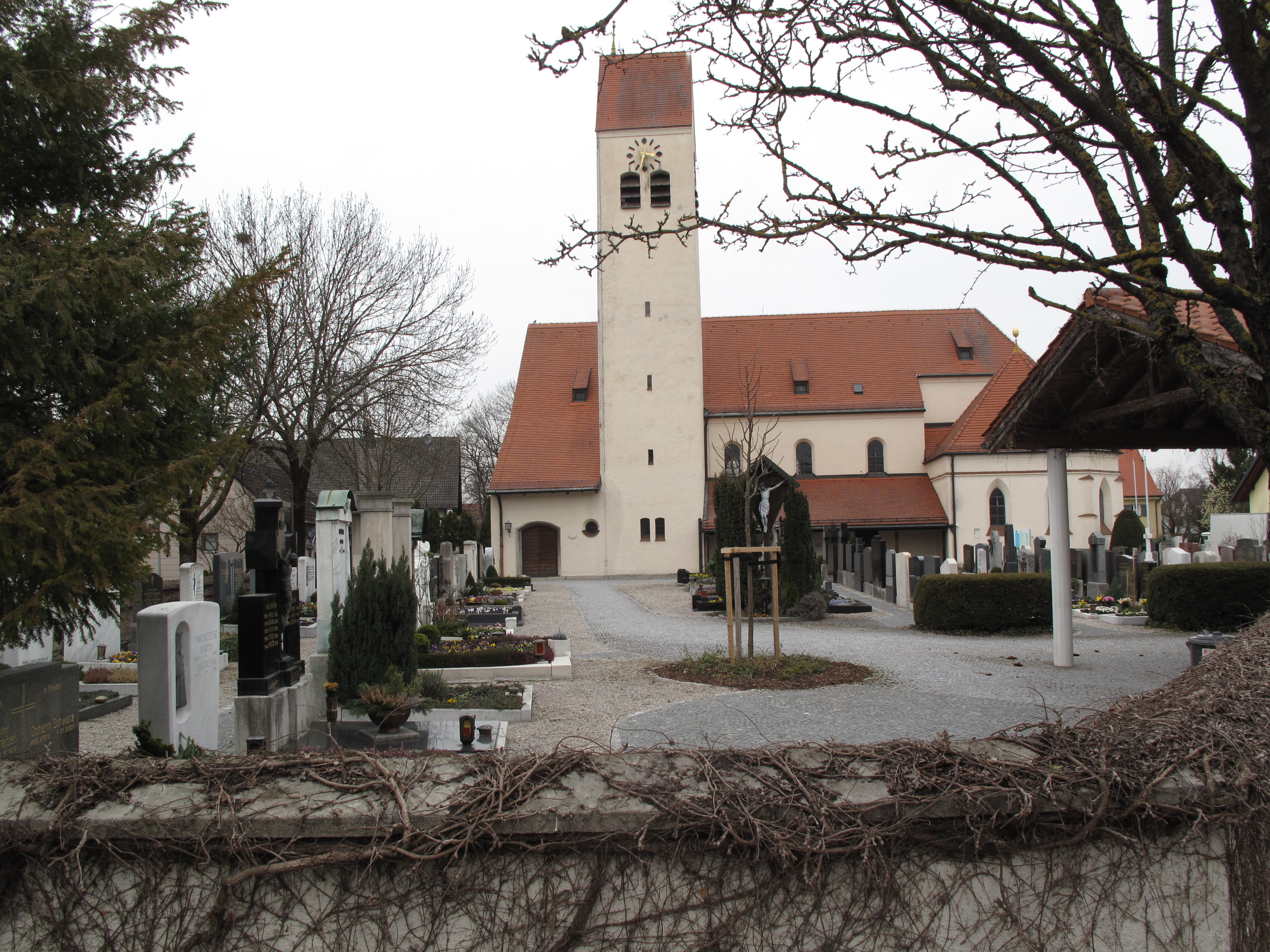
Katholische Kirche St. Peter und Paul

Durch archäologische Ausgrabungen an und in der Aschheimer Kirche St. Peter und Paul Ende der 1960er und Anfang der 1970er Jahre durch Dr. Hermann Dannheimer konnten insgesamt sechs Vorgänger der heute stehenden Kirche nachgewiesen werden. Besonders interessant war dabei der Nachweis des ältesten Kirchenbaus für die Zeit um 600, der heute in Teilen der Frühmittelalterarchäologie etwas umstritten ist. Dieser älteste Kirchenbau gilt als erste Grabstätte des heiligen Emmeram, dessen Leichnam einige Zeit nach seiner Niederlegung nach Regensburg in das Kloster St. Emmeram überführt worden ist. Sein mutmaßliches Grab konnte ebenfalls bei den Ausgrabungen lokalisiert werden. Es liegt an der südlichen Außenwand des heutigen Kirchenbaus und ist zur Erinnerung mit einer Grabplatte markiert.
Der heutige Kirchenbau wurde 1936/37 errichtet und im Juni 1937 geweiht. Er bezieht den Chor der Vorgängerkirche der Zeit um 1480 als Werktagskapelle mit ein. Den alten Chor prägt das Kreuzrippengewölbe der Decke. In die Westwand eingelassen findet sich ein Grabstein zu Ehren des Heiligen Emmeram aus der Zeit des Barock. Der früher im Kirchenboden befindliche Stein belegt die lebendige Erinnerung der Aschheimer an den ersten Bestattungsort des prominenten Heiligen.

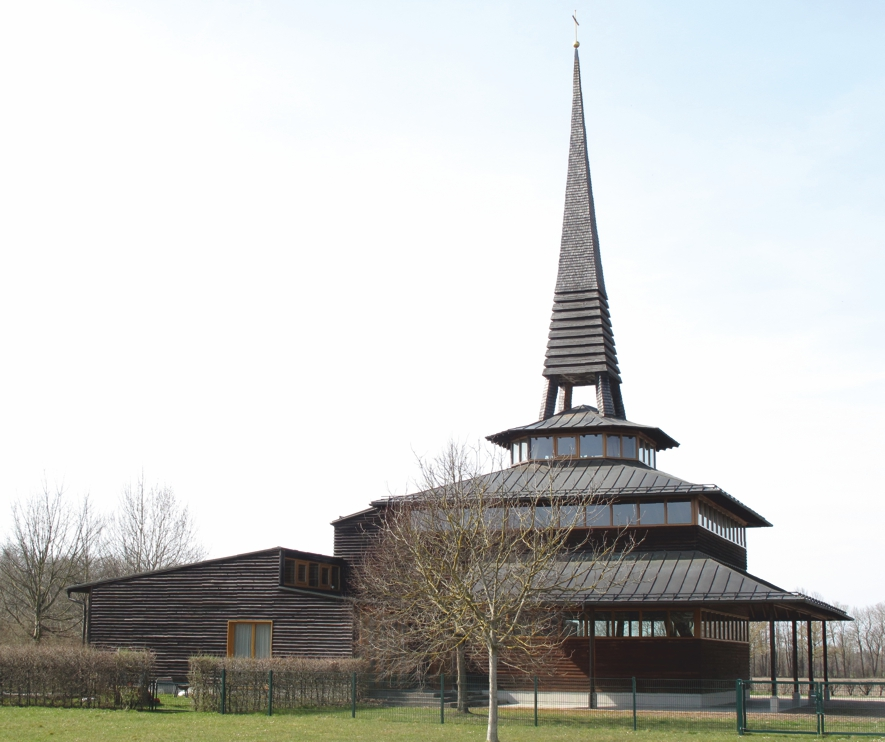
Evangelische Segenskirche in Aschheim

Am Sterbeort des Heiligen Emmeram soll bereits kurz nach seinem Tod eine Kapelle errichtet worden sein. Im Jahr 1524 wurde diese Kapelle St. Emmeram (Feldkirchen) eine Filiale der Pfarrei Aschheim. Seit dem 18. Jahrhundert unterrichtete dort ein Eremit die Kinder der umliegenden Gemeinden. Während der Säkularisation (1806) wurde die Kapelle und der renovierungsbedürftige Schulraum abgerissen. Auf Initiative der Aschheimer Pfarrei erfuhr sie 1843 am alten Ort einen Neubau.
Angeblich zum Dank für das Überleben der Pest errichtete die Aschheimer Bevölkerung 1659 westlich des Ortes die St.-Sebastians-Kapelle, die ebenfalls 1806/1807 abgebrochen wurde. Die Gemeinde Aschheim ließ 1995/96 eine neue Sebastians-Kapelle etwas weiter östlich des vermuteten, ehemaligen Standorts errichten.
Eine evangelische Kirche entstand im Jahr 1996 auf einem Grundstück westlich des Gemeindefriedhofs. Der Architekt Prof. Friedrich Kurrent ließ sich beim Entwurf vom ersten, frühmittelalterlichen Aschheimer Kirchenbau aus Holz inspirieren und konstruierte die Aschheimer Segenskirche komplett als Holzbau. Die Kirche wurde am 15. Dezember 1996 eingeweiht.

### Museen

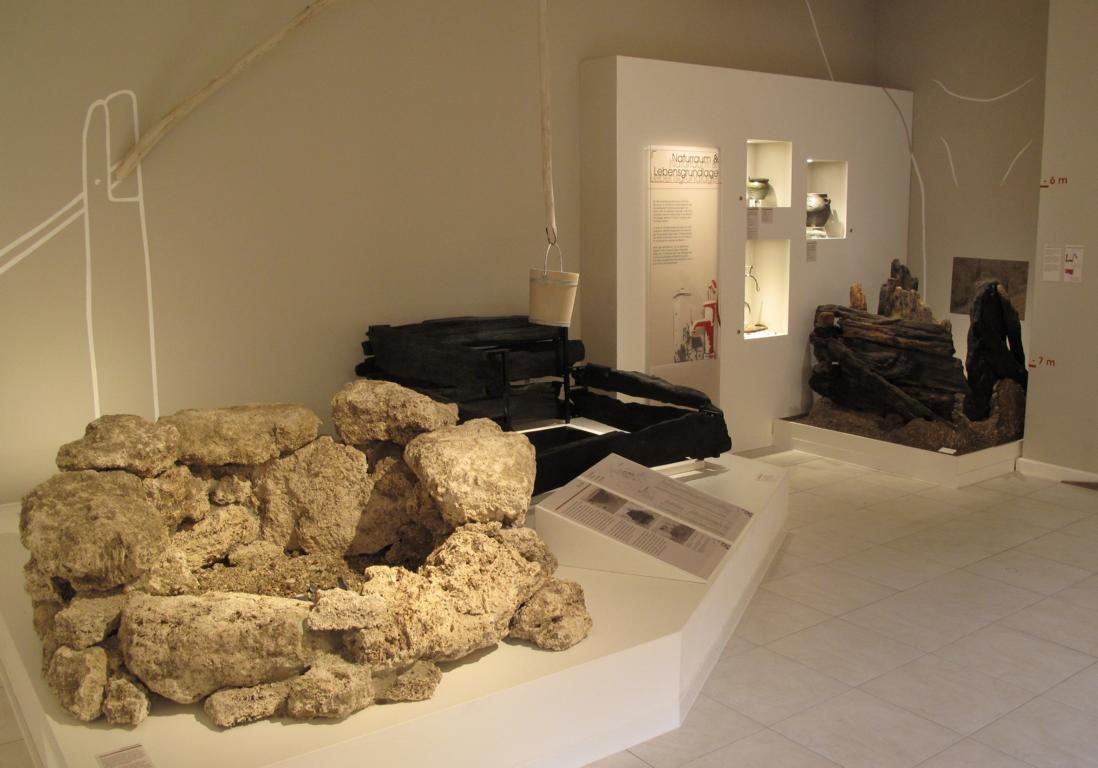
AschheiMuseum: Blick in den Bereich „Naturraum und Lebensgrundlage“ mit Brunnen aus drei Epochen

Bereits in den 1980er Jahren erwuchs der Wunsch in der Gemeinde, die eigene Entwicklung von der ersten Besiedlung des Raumes bis heute im Rahmen eines Museums aufzuarbeiten und zu präsentieren. Diesem Wunsch folgend eröffnete 1987 die geschichtlich-heimatkundliche Sammlung. Seit einer Erweiterung mit einer kompletten Neukonzeption der Ausstellung heißt sie seit 2015 AschheiMuseum.
Unter dem Motto „Archäologie – Geschichte – Heimat“ zeigt das Museum die etwa 4500-jährige Siedlungsgeschichte auf dem Gebiet der heutigen Gemeinde Aschheim. In sechs Themenbereiche gegliedert, ergibt sich ein anschauliches Umfeld für die archäologischen Funde von der Jungsteinzeit bis ins Frühmittelalter. Höhepunkte sind die Hinterlassenschaften der keltischen Zeit – aus der auch das Glanzstück der Sammlung, die Athene von Dornach, stammt – und die Funde aus den beiden Reihengräberfeldern des frühen Mittelalters. Medienstationen sowie Repliken, Figuren und Modelle zum Anfassen sind auch vorhanden.
Das Museum steht in enger Kooperation mit dem Freilichtmuseum Bajuwarenhof Kirchheim.

### Bauwerke
Kulturelles Gebäude mit Theatersaal in der Münchner Straße 8 in Aschheim
Siehe auch:
- Kirche St. Peter und Paul in Aschheim
- Kriegerdenkmal in Aschheim

## Wirtschaft und Infrastruktur

### Verkehr
Aschheim wird durch fünf Regionalbuslinien des MVV erschlossen.
| Linie | Linienverlauf                                                                                          | Verkehrsunternehmen |
| ----- | --- | ------------------- |
| X202  | Haar (S) – Feldkirchen – Aschheim – Ismaning (S) – Garching-Hochbrück (U) – Unterschleißheim (S)       | VBR                 |
| 230   | Haar (S) – Feldkirchen (S) – Aschheim – Ismaning (S) – Garching (U) – Garching-Forschungszentrum (U)   | Ettenhuber          |
| 234   | Messestadt West (U) – Feldkirchen (S) – Aschheim – Unterföhring (S)                                    | DB Regio Bus Bayern |
| 263   | Messestadt West (U) – Riem (S) Dornach – Aschheim – Kirchheim – Heimstetten (S) Nord – Feldkirchen (S) | Ettenhuber          |
| 264   | Messestadt West (U) – Dornach Gewerbegebiet – Riem (S) Dornach                                         | Ettenhuber          |

Über den Autobahnring A 99 und die A 94 ist der Mittlere Ring in München in etwa 15 Minuten, die Innenstadt Münchens innerhalb von 25 Minuten zu erreichen. Die Bundesstraße 471 durchquert das Aschheimer Gemeindegebiet in Nord-Süd-Richtung.

### Ansässige Unternehmen (Auswahl)
- AMD
- Atruvia
- DHL-Paketzentrum 85 (seit 2022 das größte Paketzentrum Deutschlands[30])
- Samenschmitz Verwaltung
- Dawirt Erhart Brauerei
- The Duke
- Escada
- European Bank for Financial Services (ebase)
- Ingram Micro Distribution
- HAWE Hydraulik
- Hewlett-Packard (HP)
- Oberalp Deutschland (Salewa)
- STMicroelectronics
- Symantec Deutschland
- Western Digital (WDC/WD)
- Exact Software Deutschland
- Wirecard (insolvent)
- BMW (Testgelände: BMW-Messgelände Aschheim)
- Fröling Heizkessel- und Behälterbau (Zweigniederlassung)
- noris network AG

## Persönlichkeiten
- Walter Haupt (* 28. Februar 1935 in München), Komponist, Dirigent, Regisseur, Klangarchitekt; wohnhaft in Aschheim
- Josef Berg (* 14. November 1936 in Aschheim; † 24. Februar 2023 in Taufkirchen), Fußballspieler
- Patrick Bussler (* 1. Juni 1984 in München), Snowboarder
- Muriel Mohr (* 30. September 2006), Freestyle-Skierin

## Trivia
Da der S-Bahnhof München-Riem unmittelbar an das Gewerbegebiet Dornach grenzt, fordert die Gemeinde Aschheim seit Jahren die Umbenennung in Riem-Dornach. MVV und Deutsche Bahn lehnen dies aber bislang ab. Trotzdem verwendet Aschheim in seinem Gemeindegebiet auf Wegweisern und Hinweisschildern konsequent die Bezeichnung Riem-Dornach.